# Calvizzano
Calvizzano ist eine Gemeinde mit 12.466 Einwohnern (Stand 31. Dezember 2023) in der Metropolitanstadt Neapel, Region Kampanien.
Die Nachbarorte von Calvizzano sind Marano di Napoli, Mugnano di Napoli, Qualiano und Villaricca.

## Bevölkerungsentwicklung
Calvizzano zählt 3920 Privathaushalte. Zwischen 1991 und 2001 stieg die Einwohnerzahl von 10.122 auf 12.133. Dies entspricht einem prozentualen Zuwachs von 19,9 %.